# 釜山蓮堤警察署
釜山蓮堤警察署（プサンニョンジェけいさつしょ）は、釜山地方警察庁所管の警察署である。

## 管轄区域
- 蓮堤区、水営区のうち望美1、2洞、水営洞

## 沿革
- 1991年12月2日 - 東萊警察署から分立し、蓮山警察署として開署
- 2001年7月1日 - 釜山蓮山警察署に改称
- 2006年3月1日 - 釜山蓮堤警察署に改称。蓮堤区巨堤洞を釜山東萊警察署から編入。釜山鎮区楊亭洞を釜山鎮警察署へ移管

## 管轄地区隊
蓮堤区
- 蓮一地区隊
- 土谷地区隊
- 巨堤地区隊

## 管轄派出所
蓮堤区
- 蓮山派出所

水営区
- 望美1派出所
- 水営望美2派出所

## 管轄治安センター
蓮堤区
- 蓮山1治安センター
- 蓮山2治安センター
- 蓮山5治安センター
- 蓮山8治安センター
- 巨堤1治安センター
- 巨堤2治安センター

水営区
- 望美2治安センター

## 余談
- この警察署（の防犯パトロール隊）は、かつて PSY の「江南スタイル」が世界的に大ヒットした際に「釜山市民から親しみを持って貰う為に」という名目で、「警察（キョンチャル）スタイル」というそのパロディを制作し、YouTube に投稿した事がある[1]。